# Ducula spilorrhoa
Ducula spilorrhoa е вид птица от семейство Гълъбови (Columbidae).

## Разпространение
Видът е разпространен в Австралия, Индонезия и Папуа Нова Гвинея.